# Palthis plagiata
Palthis plagiata är en fjärilsart som beskrevs av George Francis Hampson. Palthis plagiata ingår i släktet Palthis och familjen nattflyn. Inga underarter finns listade i Catalogue of Life.